# Eilicrinia cordiata
Eilicrinia cordiata là một loài bướm đêm trong họ Geometridae.